# 巴尼特·纽曼
巴尼特·纽曼（Barnett Newman，1905年1月29日—1970年7月4日），美国艺术家，抽象表现主义的重要代表之一，也是色域绘画流派的先锋。

## 生平
纽曼出生在纽约市，来自波兰的犹太人家庭。他曾经在纽约城市大学学习哲学，并在父亲的服装工厂工作过。他也做过老师、作家、以及艺术批评家。1930年代，他开始画画，据说当时的风格主要是受到表现主义的影响，但这部分画作都已经被他本人毁坏。1934年，纽曼认识了艺术教师安娜莉·葛林浩斯（Annalee Greenhouse），两人在1936年6月30日结婚。
1940年，纽曼辞掉了高中艺术老师的教职工作，转身投入到自然科学的研究当中。1940年至44年期间，他在康奈尔大学选修植物学和鸟类学的研究生课程，并在布鲁克林植物园以及美国自然历史博物馆进行相关领域的研究。
1948年，纽曼在貝蒂·帕森斯畫廊（Betty Parsons Gallery）举办第一次个展。在此之前，他为不同的画册写前言和评论，也组织策划了不少展览。第一次展览过后，纽曼曾在工作室35（Studio 35）的藝術家座談（Artist's Session）说过：“从一定程度上，我们正处在以我们自己的图像改造世界的过程中。”利用他写作上的优势，纽曼尽可能地推广自己的绘画作品，让人熟知他所创立的新的绘画形式。一个例子是他1955年4月9日写给Sidney Janis的信：“罗斯科提到过对抗者，他也确实在做抗争，然而其实只是渐渐服从和接受这市侩的世界。而我对待资产阶级的抗争是要对它全盘否定。”
1940年代，他在树立起个人风格之前始终受到超现实主义流派的影响。之后，纽曼形成了自己的绘画风格：画布上大面积的色块被细长的线分割开来，这些线也被他称之为“拉链”。纽曼最早这么创作时，色块是斑驳变化的，之后渐渐成为平整的纯色。他自己认为从1948年开始创作的《太一》（Onement）系列达到了成熟的个人风格。“拉链”定义了他画面中的空间结构，并且在构图上同时起到了分割和聚合的作用。
此后，拉链成为纽曼绘画作品的一贯风格，尤其是他50年代的创作。例如2.4米长但仅2厘米宽的作品《狂野》（Wild），“拉链”是画中唯一的内容。纽曼也创作了一些雕塑作品，这些作品被认为是三维的“拉链”。
纽曼的作品看上去是纯粹的抽象画，其中有很多作品开始时都未命名，他后来起标题时往往会提到一些犹太的文化和宗教背景。例如，1950年早期的两幅绘画，被分别命名为《亚当》和《夏娃》，此外还有《乌列尔》（1954年），以及一副深色的名为《亚伯拉罕》（1949）的绘画，这是个犹太文化中族长的名字，也是纽曼父亲的名字，他的父亲在1947年时去世。
纽曼有一次心脏病发作，在康复后，他开始了一系列黑白单色的绘画创作，题为《拜苦路》（The Stations of the Cross，1958-66年），这也被认为是他巅峰时期的代表作品。这一系列绘画的副标题是”你为什么离弃了我”（Lema sabachthani）——根据新约记载，这是耶稣在十字架上时所说的最后一句话。纽曼在这些话中体会到了与他所处时代的共性。这个系列的作品也被认为是对犹太人大屠杀的一种纪念。
纽曼晚期的作品，例如《是谁在害怕红黄蓝》（Who's Afraid of Red, Yellow and Blue）系列，大量使用了明亮鲜艳的纯色，且作品的尺幅巨大；《安娜之光》（Anna’s Light，1968年）纪念他死于1965年的母亲，是他尺幅最大的作品（8.5×2.7米）。他也创作过一些特殊形状的绘画，例如三角形的《沙特尔》（Chartres，1969年）。
大部分晚期的作品都更多地使用了丙烯颜料，而非油画。在这一时期，纽曼也重新回归了雕塑创作，其中最有名的是《残破的方尖碑》（Broken Obelisk，1963年），一块倒置的方尖碑其顶端与一座金字塔型椎体的顶端平衡相对。纽曼也有不少平版印刷作品，一组《18首歌》（18 Cantos，1963-64年）的创作初衷是为了唤起对音乐的视觉呈现，此外还有其他蚀刻版画的系列等。
纽曼被普遍地认为是抽象表现主义的代表人物，主要是因为他1950年代在纽约的系列创作，他与这个流派的其他艺术家一起发展并推动了一种异于欧洲传统的抽象绘画流派。但有所不同的是，他并不像克莱福特·斯蒂尔博物馆（Clyfford Still）和马克·罗斯科等人那样重视画笔的笔触，而他硬朗又边际分明的大面积色块的个人风格，可以被视作是后绘画抽象主义以及极简主义的先驱，他对后来的艺术家例如法蘭克·史帖拉（Frank Stella）等人影响深远。
纽曼还在世时，其艺术并没有受到足够的赏识，而色彩以及特征更鲜明的杰克逊·波洛克则更受欢迎。直到去世后，他才得到了足够的重视，影响力深远的艺术评论家克莱门特·格林伯格后来就他的艺术写过充满溢美之词的文章。
无论如何，他对后世艺术家的影响深远有目共睹，包括唐納德·賈德、法蘭克·史帖拉和巴布羅等人。
纽曼1970年因为心脏病在纽约去世。在他去世9年后，其遗孀安那李成立了「巴尼特·纽曼基金会」，目的是推動巴尼特·紐曼的作品研究。巴尼特·纽曼基金會協助在2004年組織纽曼作品目錄。藝術家權利協會（Artists Rights Society）之後從巴尼特·纽曼基金會手中獲得纽曼作品的專利權。

## 相關文獻
- Ellyn Childs Allison, ed., Barnett Newman: A Catalogue Raisonné （页面存档备份，存于） (Yale University Press, 2004.) ISBN 0-300-10167-8
- Bruno Eble. . Paris: L'Harmattan. 2011. ISBN 978-2-296-55188-6 （法语）.
- Yve-Alain Bois. "Perceiving Newman," in Painting as Model (Cambridge, MA/London:  MIT Press, 1995).
- Mark Godfrey. . Yale University Press. 2007: 51–78. ISBN 978-0-300-12676-1.
- Marika Herskovic, American Abstract Expressionism of the 1950s An Illustrated Survey （页面存档备份，存于） (New York School Press, 2003.) ISBN 0-9677994-1-4
- Ann Temkin, Barnett Newman （页面存档备份，存于） (Yale University Press, 2002.) [Catalogue for the Exhibition "Barnett Newman," Philadelphia Museum of Art, March 24 to July 7, 2002; Tate Modern London, September 19, 2002, to January 5, 2003] ISBN 0-87633-156-8
- Jean-Francois Lyotard, "Newmann: The Instant", in: Jean-Francois Lyotard, Miscellaneous Texts II: Contemporary Artists (Leuven University Press, 2012.) ISBN 978-90-586-7886-7

## 外部連結
- Barnett Newman at the National Gallery of Art （页面存档备份，存于）
- The Barnett Newman Foundation （页面存档备份，存于）
- 現代藝術博物館收藏的巴尼特·纽曼作品
- Barnett Newman at the Philadelphia Museum of Art
- Newman's page at the Tate Gallery （页面存档备份，存于） (includes images of the 18 Cantos and other works)
- American Museum of Natural History, Dept. of Anthropology correspondence with Barnett Newman and Betty Parsons, 1944-1946 （页面存档备份，存于） in the collection of the Smithsonian Archives of American Art